# 貝爾 (特拉華州)
貝爾（英語：Bear）是位於美國特拉華州紐卡斯爾縣的一個人口普查指定地區。

## 地理
貝爾的座標為39°37′45″N 75°39′30″W / 39.62917°N 75.65833°W，而該地最高點為海拔高度21米（即69英尺）。

## 人口
根據2010年美國人口普查的數據，貝爾的面積為14.90平方千米，當中陸地面積為14.90平方千米，而水域面積為0.00平方千米。當地共有人口19371人，而人口密度為每平方千米1,300人。